# Broken Sword (seria)
Broken Sword – seria komputerowych gier przygodowych, stworzona przez Revolution Software. Głównymi bohaterami są George Stobbart i Nicole Collard, którzy odkrywają szereg zagadek i historii, aby ocalić świat przed niebezpieczeństwem. Pierwsze dwie części serii są grami typu „wskaż i kliknij”. W trzeciej części gracz może wybrać, czy grać za pomocą myszy, czy klawiatury. Grafika w dwóch pierwszych częściach jest dwuwymiarowa, zaś w trzeciej w 3D.

## Broken Sword: The Shadow of the Templars
Pierwsza część gry została zrealizowana w 1996 roku. George Stobbart, turysta z USA nieomal traci życie gdy kawiarnia w której właśnie odpoczywa zostaje wysadzona w powietrze przez klauna. George rusza śladem tajemniczego zamachowca i wkrótce poznaje francuską dziennikarkę Nicole Collard z którą kontynuuje śledztwo. Zaprowadzi ono bohaterów gry do wielkiej tajemnicy templariuszy.
Zarówno Nicole jak i George mają bardzo silne osobowości i przenikliwe spostrzeżenia na temat otaczającego ich świata. Gra nawiązuje do najlepszych tradycji gier przygodowych z początku lat dziewięćdziesiątych.
Cechą charakterystyczną gry było zastosowanie "klasycznego" dwuwymiarowego "rysowanego" modelu świata w momencie gdy reszta gier wchodziła w świat 3D.
Do gry nigdy nie powstało oficjalne spolszczenie, jednak (tak jak do wielu innych pozycji) do Broken Sword stworzone jest nieoficjalne tłumaczenie dialogów.

## Broken Sword II: The Smoking Mirror
Druga część gry ukazała się w 1997 roku. Bohaterowie zostają wplątani w następną tajemniczą eskapadę. Tym razem gra związana jest ze złowieszczym cieniem nadchodzącego zaćmienia i przemytem narkotyków, które okazują się być drogą do demonicznych mocy starożytnej cywilizacji Majów.

## Broken Sword: The Sleeping Dragon (Broken Sword 3)
Po kilkuletniej przerwie bohaterowie George Stobbart i Nicole Collard znów powracają, w 2003 roku. Trzecia część jest całkowicie stworzona w trójwymiarze. Zakon templariuszy wraca, aby znów zawładnąć nad światem. Tym razem bohaterowie muszą rozwiązać zagadkę śpiącego smoka. Akcje gry dzieje się w różnych miastach, takich jak: Glastonbury, Paryż, Praga oraz Kongo. Gra została wydana na platformy Xbox, PS2 oraz PC.

## Broken Sword: The Angel of Death (Broken Sword 4)
Czwarta części serii miała europejską premierę 15 września 2006 roku, zaś w Polsce została wydana 26 stycznia 2007. Tym razem główny bohater, George Stobbart, zakochuje się w pięknej blondynce Annie Marii, która zostaje porwana. George próbując ją odnaleźć jest wciągnięty w kolejną intrygę, związaną z pradawnym manuskryptem. Akcja rozpoczyna się w Nowym Jorku, ale gracz odwiedzi również takie miejsca jak: Stambuł, Watykan, czy Phoenix. Gra została wydana w polskiej wersji językowej.

### Polska wersja
Tłumaczenie: Michał Bochenek, Barbara Giecold-Bochenek
- Borys Szyc – George Stobbart
- Magdalena Cielecka – Anna Maria

## Broken Sword 2.5: The Return of the Templars
Broken Sword 2.5 został wydany 28 września 2008 i jest nieoficjalną darmową grą stworzoną przez MindFactory, grupy składającej się z fanów oryginalnej serii. W tej odsłonie zostaje wyjaśniona historia pomiędzy Broken Sword II: The Smoking Mirror a Broken Sword: The Sleeping Dragon. Gra pierwotnie posiada niemiecki dubbing, a wersja angielska głosów została wydana 18 października 2010 (z wyjątkiem George'a). Prace nad grą rozpoczęły się w 2000 roku.